# Distretto di Dalanžargalan
Il distretto di Dalanžargalan è uno dei quattordici distretti (sum) in cui è suddivisa la provincia del Dornogov', in Mongolia. Conta una popolazione di 2.554 abitanti (censimento 2009). 